# Xã Johnson, Quận Wells, Bắc Dakota
Xã Johnson (tiếng Anh: Johnson Township) là một xã thuộc quận Wells, tiểu bang Bắc Dakota, Hoa Kỳ. Năm 2010, dân số của xã này là 36 người.